# Calle Somera
La calle Somera, también llamada Goienkale o Cimera, es una calle ubicada en la villa de Bilbao. Forma parte del Casco Viejo o las Siete Calles, el barrio más antiguo y el núcleo originario de la ciudad.
En la parte trasera de sus edificios se integraba la muralla que rodeaba el Primer Bilbao y que medía 6 metros de alto y dos de ancho. En el medievo era emplazamiento para caballos, tiendas y posadas. Hoy es un lugar ideal para pasear, tomar el aperitivo o comer en sus restaurantes.